# Енергија таласа
Енергија таласа је облик трансформисане соларне енергије која ствара константне вјетрове у одређеним дијеловима Земље. Таласи настају под дејством вјетра, док вјетрови настају због различите загријаности ваздуха на одређеним локацијама. Управо различита температура ваздуха условљава његово кретање. Вјетрови стварају трајне таласе у одређеним подручјима гдје је могуће користити њихову енергију. Проблем је што се овај извор енергије не може једнако користити у свим дијеловима свијета.
Да би се могла користити енергија таласа као извор струје, неопходно је да су таласи константни. Мјеста са јаким и сталним вјетровима су: обале Шкотске, сјевер Канаде, југ Африке, Аустралије и дио Аљаске.
Основне карактеристике таласа су висина и дужина. Снага таласа је пропорционална квадрату амплитуде и периода кретања. Енергија губи свој интензитет са дубином, тако да већ на дубини од 20 м је само 20% енергије непосредно испод површине, а на дубини од 50 м само око 2% енергије је непосредно испод површине. Амплитуда и фреквенција су различите на појединим обалама. Вјетар производи таласе различитих дужина и периода, што значи да таласи путују различитим брзинама. Бржи талас може да превазиђе спорије таласе и прође кроз спорији талас, који наставља да се креће све док се коначно не раздвоје два таласа. Њихове карактеристике - амплитуда, таласна дужина и трајање - остају исте и након судара два таласа. Овај феномен се назива интерференција и помаже да се објасни зашто океански таласи могу да варирају у висини и удаљености једни од других.
Енергија таласа је пропорционална квадрату амплитуде таласа.